# تشنج ظهري
التشنج الظهري (بالإنجليزية: Opisthotonus)‏ هي حالة من فرط البسط والتقبض التي تؤدي بأن يكون رأس الشخص ورقبته وعموده الفقري في حالة تقوس كامل. هذا الوضع غير الطبيعي هو تأثير خارج السبيل الهرمي وسببه تشنج في العضلات المحورية على طول العمود الفقري.

## الأسباب
من أبرز الأسباب أو الحالات التي تظهر معها أعراض التشنج الظهري:
- الشلل الدماغي الشديد
- إصابات الدماغ الرضية
- الكزاز
- استسقاء الرأس الحاد
- التهاب السحايا
- اليرقان النووي الشديد
- داء البول القيقبي
- التسمم بالليثيوم
- أعراض خارج السبيل الهرمي لفينوثيازين وهالوبيريدول وميتوكلوبراميد
- متلازمة سانديفير
- حالات تكشير سردونية
- التسمم بستريكنين
- يصف التشنج الظهري أحيانا أعراض الجهاز العصبي المركزي المحتملة مثل الهلوسة والتموضع غير الطبيعي ونوبة تدوير العين (أو نوبة شخوص البصر) وخلل المخ.
- يظهر التشنج الظهري في ضحايا الغرق، وهذه الحالة تظهر في الحيوانات كذلك.[4]
- يمكن إحداث التشنج الظهري في حيوانات التجارب عن طريق قط الدماغ المتوسط بين الأكيمة العلوية والأكيمة السفلية مما يتسبب بقطع في كل الألياف القشرية الشبكية.